# Сигзуорт, Джесс
Дже́ссика Лу́си Си́гзуорт (англ. Jessica Lucy Sigsworth; родилась 13 октября 1994), более известная как Джесс Сигзуорт — английская футболистка, нападающая.

## Клубная карьера
Выступала за молодёжную академию клуба «Шеффилд Юнайтед». В возрасте 16 лет стала игроком женской команды «Донкастер Роверс Беллс». В январе 2015 года перешла в «Ноттс Каунти», но не сыграла за команду ни одного матча и уже в ноябре того же года вернулась в «Донкастер».
В августе 2016 года получила тяжёлую травму (разрыв передней крестообразной связки колена), после чего восстанавливалась от травмы около года, вернувшись на поле 24 сентября 2017 года в матче против клуба «Лондон Биз». Всего в сезоне 2017/18 провела за клуб 18 матчей и забила 15 мячей в рамках второго дивизиона Женской суперлиги.
13 июля 2018 года стало известно, что Джесс Сигзуорт станет игроком только что образованной команды Чемпионшипа «Манчестер Юнайтед» в её первом сезоне. 9 сентября забила пять мячей в первом матче Чемпионшипа сезона 2018/19 в ворота женской команды «Астон Вилла».

## Карьера в сборной
Выступала за сборные Англии до 17, до 19, до 20 и до 23 лет. В 2013 году в составе сборной Англии до 19 лет сыграла на чемпионате Европы в Уэльсе и помогла своей команде дойти до финала, в котором англичанке уступили француженкам. В 2014 году уже в составе сборной Англии до 20 лет сыграла на чемпионате мира в Канаде.